# Recep Aydın
Recep Aydın (* 27. Januar 1990 in Çanakkale) ist ein türkischer Fußballspieler.

## Karriere
Aydın erlernte das Fußballspielen in seiner Heimatstadt Çanakkale in der Jugend des Amateurvereins Çanakkale Barbarosspor. 2008 wechselte er mit einem Profivertrag ausgestattet in die Jugend von Konyaspor und spielte hier zwei Jahre ausschließlich für die Jugend- bzw. Reservemannschaft. Zur Rückrunde der Saison 2009/10 wurde er an den Drittligisten İstanbulspor und die gesamte Spielzeit 2010/11 an den Viertligisten İnegölspor ausgeliehen. In der Saison 2011/12 wurde Konyaspor ein Transferverbot seitens der UEFA auferlegt, sodass man mit den vorhandenen Spielern bzw. mit den Spielern aus den Jugend- und Reservemannschaften die Saison überstehen musste. So wurde Aydın zur anstehenden Saison in den Profikader aufgenommen. Bis zum Saisonende absolvierte er 33 Ligabegegnungen und schaffte es mit seiner Mannschaft in die Relegation der TFF 1. Lig. Dort schied man im Halbfinale aus und verpasste den Aufstieg in die Süper Lig.
Zur Saison 2015/16 wurde er an den Zweitligisten Kardemir Karabükspor ausgeliehen und für die Saison 2016/17 an Giresunspor.
Im Sommer 2019 verließ er Konyaspor endgültig und wechselte zum Zweitligisten Bursaspor.

## Erfolge
Mit Konyaspor
- Playoff-Sieger der TFF 1. Lig und Aufstieg in die Süper Lig: 2012/13
- TSYD-Ankara-Pokalsieger: 2013

Mit Kardemir Karabükspor
- Vizemeister der TFF 1. Lig und Aufstieg in die Süper Lig: 2015/16